# Скірон
Скіро́н (грец. Σκηρον) — перший полемарх Мегар. Відомий будівництвом і облаштуванням доріг, зокрема біля Скіронових скал на південний захід від міста. За переказами, загинув, захищаючи Елевсін від афінян.
Пізніше з'явилася легенда (можливо, для пояснення існування в мегарській історії двох Скіронів — царя і полемарха) про те, що Скірон став полемархом внаслідок суперечки із Нісом — після того, як закликаний у посередники саламінський цар Еак запропонував віддати престол Нісу, а керівництво військом — Скірону.
У афінському міфологічному ціклі Скіроном звали розбійника, який грабував людей у Мегариді, примушуючи подорожніх мити йому ноги. Коли вони нагиналися — розбійник зіштовхував їх у море, де нещасних зжирала черепаха. Скірона вбив Тесей. Можливо, в цьому міфі теж збереглася згадка про боротьбу афінян з мегарцями за Елевсін.